# Mistrz Ołtarza z Hersbruck
Mistrz Ołtarza z Hersbruck – anonimowy malarz niemiecki czynny w drugiej połowie XV wieku w Bambergu.  
Jego nazwa pochodzi od Ołtarza z Hersbruck powstałego w 1490 roku. Ołtarz składał się z obrazów znajdujących się na zewnętrznej i wewnętrznej stronie skrzydeł. Przy zamkniętych skrzydłach wewnętrznych w centralnej części ołtarza znajdują się rzeźby czterech ojców kościoła i Madonny z Dzieciątkiem (pośrodku), na bocznych kwaterach znajdują się duże sceny przedstawiające Narodziny Chrystusa (po lewej) i Śmierć Marii (po prawej). Przy otwarciu środkowej części ołtarza ukazuje się osiem mniejszych obrazów, przedstawień Męki Pańskiej i scen z życia Marii. Przez wiele lat ołtarz znajdował się w Germanisches Nationalmuseum w Norymberdze, a od 1961 roku ponownie trafił do kościoła parafialnego w Hersbruck. Przy Ołtarzu z Hersbruck prawdopodobnie artysta współpracował z Michaelem Wolgemutem, którego ręka widoczna jest w niektórych partiach obrazów.

## Styl artysty

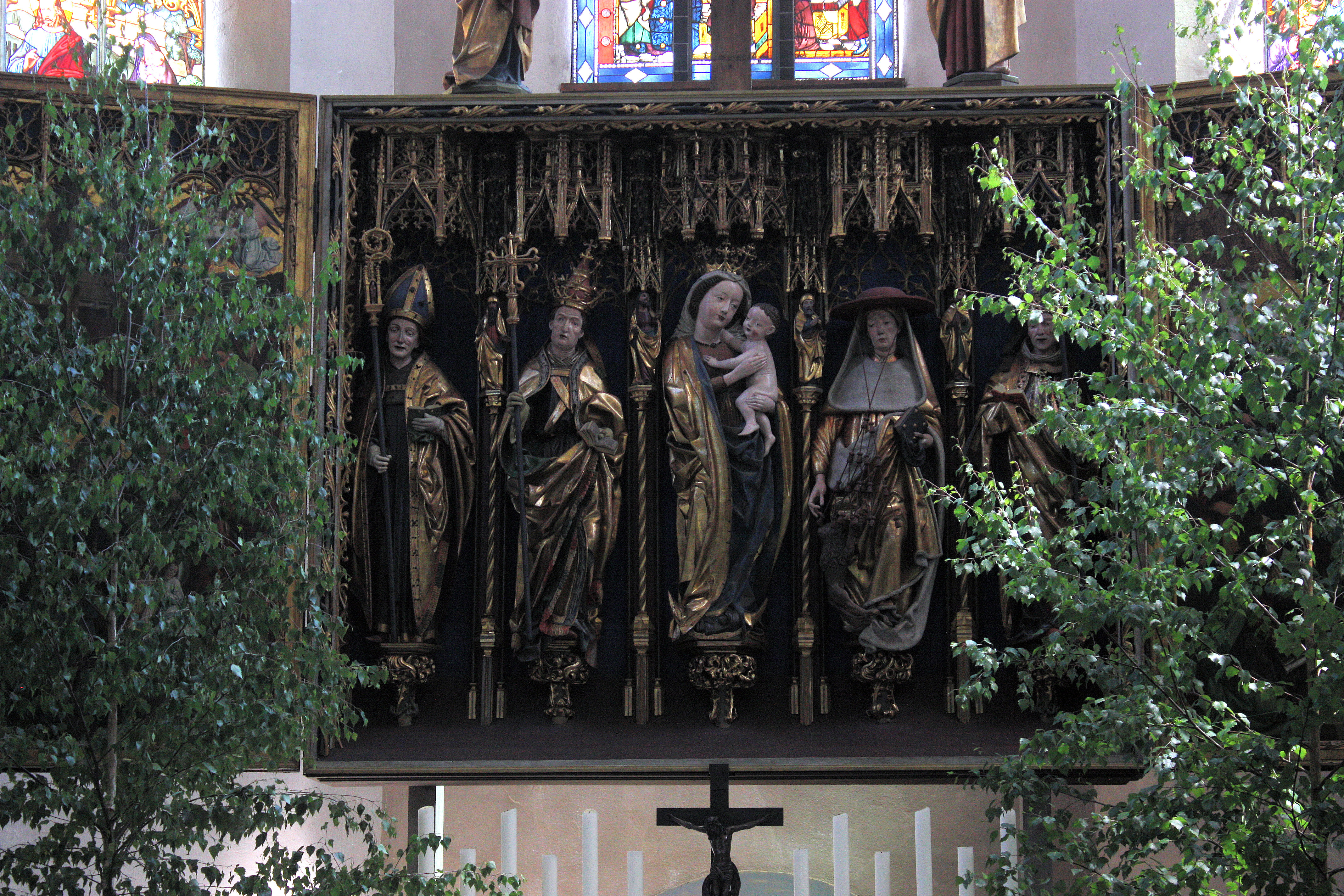
Ołtarz przy zamkniętych środkowych kwaterach

Mistrz Ołtarza z Hersbruck tworzył w późnogotyckim stylu (stosował jej symbolikę) z elementami zaczerpniętymi ze sztuki niderlandzkiej (szczegółowe przedstawienie krajobrazu) oraz z niewielkim wpływem renesansu włoskiego. Wolfgang Hütt zauważa: 

Łączył on żywiołowy temperament z umiejętnością przedstawiania scen pełnych spokoju. Jego postacie odznaczają się żywością i plastycznością, a koloryt obrazów, pełen wyrazistych kontrastów, zdominowany jest przez lśniące barwy i głębokie, ciepłe tony.

Prace Mistrza Ołtarza z Hersbruck miały wielki wpływ na rozwój malarstwa w Bambergu i styl takich artystów jak Paul Lautensack czy Jan Polak. Przez długi czas Mistrza identyfikowano z Wolfgangiem Katzheimerem starszym.